# 뇌신경 표
| 번호 | 이름                                                                          | 종류             | 기원/표적                          | 나가는 방법 | 기능 |
| ---- | ----------------------------------------------------------------------------- | ---------------- | ---------------------------------- | --- | --- |
| 0    | 말단                                                                          | ?                | 말단층                             | 벌집뼈의 체판에 위치한다.                                                                                              | 동물 연구에 따르면 페로몬을 감지하는 데 말단 신경이 관여하는 것으로 나타났다. |
| I    | 후각신경                                                                      | 순수한 감각      | 끝뇌                               | 벌집뼈의 체판에 있는 후각공에 위치한다.                                                                                | 비강에서 후각을 전달한다. |
| II   | 시신경                                                                        | 감각             | 망막 신경절 세포                   | 시신경관에 위치한다.                                                                                                   | 눈의 망막에서 뇌로 시각적 신호를 전달한다. |
| III  | 눈돌림신경                                                                    | 주로 운동        | 중뇌의 전면                        | 위눈확틈새에 위치한다.                                                                                                 | 대부분의 안구 운동을 집합적으로 수행하는 위곧은근, 안쪽곧은근, 아래곧은근, 아래빗근에 신경을 공급한다. 또한 동공 괄약근과 모양체 근육에 신경을 공급한다. |
| IV   | 도르래신경                                                                    | 운동             | 중뇌의 등쪽 측면                   | 위눈확틈새에 위치한다.                                                                                                 | 안구를 아래로 내리고, 밖으로 돌리고, 안쪽으로 회전하는 위빗근에 분포한다. |
| V    | 삼차신경                                                                      | 감각과 운동 모두 | 폰                                 | 세 부분: V1(눈신경)은 위눈확틈새에 위치한다. V2(위턱신경)은 원형구멍에 위치한다. V3(아래턱신경)은 타원구멍에 위치한다. | 얼굴, 입, 비강에서 감각을 받고 저작근에 신경을 공급한다. |
| VI   | 갓돌림신경                                                                    | 주로 운동        | 제4뇌실 바닥 아래에 있는 핵 다리뇌 | 위눈확틈새에 위치한다.                                                                                                 | 눈을 외전시키는 바깥곧은근에 신경을 공급한다. |
| VII  | 얼굴신경                                                                      | 감각과 운동 모두 | 다리뇌 (올리브 위의 소뇌다리뇌각)  | 속귀길에 위치하여 이를 통해 얼굴신경관까지 이어지며 붓꼭지구멍을 통해 나온다.                                          | 얼굴 표정 근육, 턱두갈래근의 뒤힘살, 붓목뿔근, 등자근 근육에 운동신경으로 분포힌다. 또한 혀의 앞쪽 2/3에서 특수감각, 즉 미각 정보를 받고 침샘(귀밑샘 제외) 및 눈물샘에 분비 운동신경으로 분포한다. |
| VIII | 속귀신경 오래된 교과서에서는: 청각(auditory, acoustic).                       | 주로 감각적      | CN VII 측면(소뇌다리뇌각)          | 속귀길에 위치한다. | 소리, 회전 및 중력 감각을 중재해, 균형 유지와 움직임에 필수적이다. 보다 구체적으로 말하면, 안뜰신경은 평형을 위한 자극을 전달하고 달팽이신경은 청각을 위한 자극을 전달한다. |
| IX   | 혀인두신경                                                                    | 감각과 운동 모두 | 숨뇌                               | 목정맥구멍에 위치한다.                                                                                                 | 혀의 뒤쪽 1/3에서 미각을 받고 귀밑샘에 분비운동 신경 분포를 제공하며 붓인두근에 운동 신경 분포를 제공한다. 일부 감각은 구개편도에서 뇌로 전달되기도 한다. 미주신경과 함께 구토 반사에 관여한다. |
| X    | 미주신경                                                                      | 감각과 운동 모두 | 숨뇌의 후외측 고랑                 | 목정맥구멍에 위치한다.                                                                                                 | 혀인두신경이 분포하는 붓인두근을 제외하고, 대부분의 후두 및 인두 근육에 특수내장날신경섬유로 분포한다. 또한 거의 모든 흉부 및 복부 내장에 비장 굴곡까지 부교감신경 섬유를 제공한다. 후두개에서 특수감각인 미각 정보를 받는다. 주요 기능: 음성, 공명 및 연구개 근육을 제어한다. 손상 증상으로는 삼킴곤란(삼킴 문제), 구인두 기능부전이 있다. 혀인두신경과 함께 인두 반사에 관여한다. |
| XI   | 더부신경 때때로: 두개골 부속(cranial accessory), 척수 부속(spinal accessory). | 주로 운동        | 두개골 및 척추 뿌리                | 경정공에 위치한다. | 목빗근과 승모근을 제어하고 미주신경(CN X)의 기능과 겹친다. 손상 증상: 어깨를 으쓱할 수 없음, 머리 움직임 약해짐. |

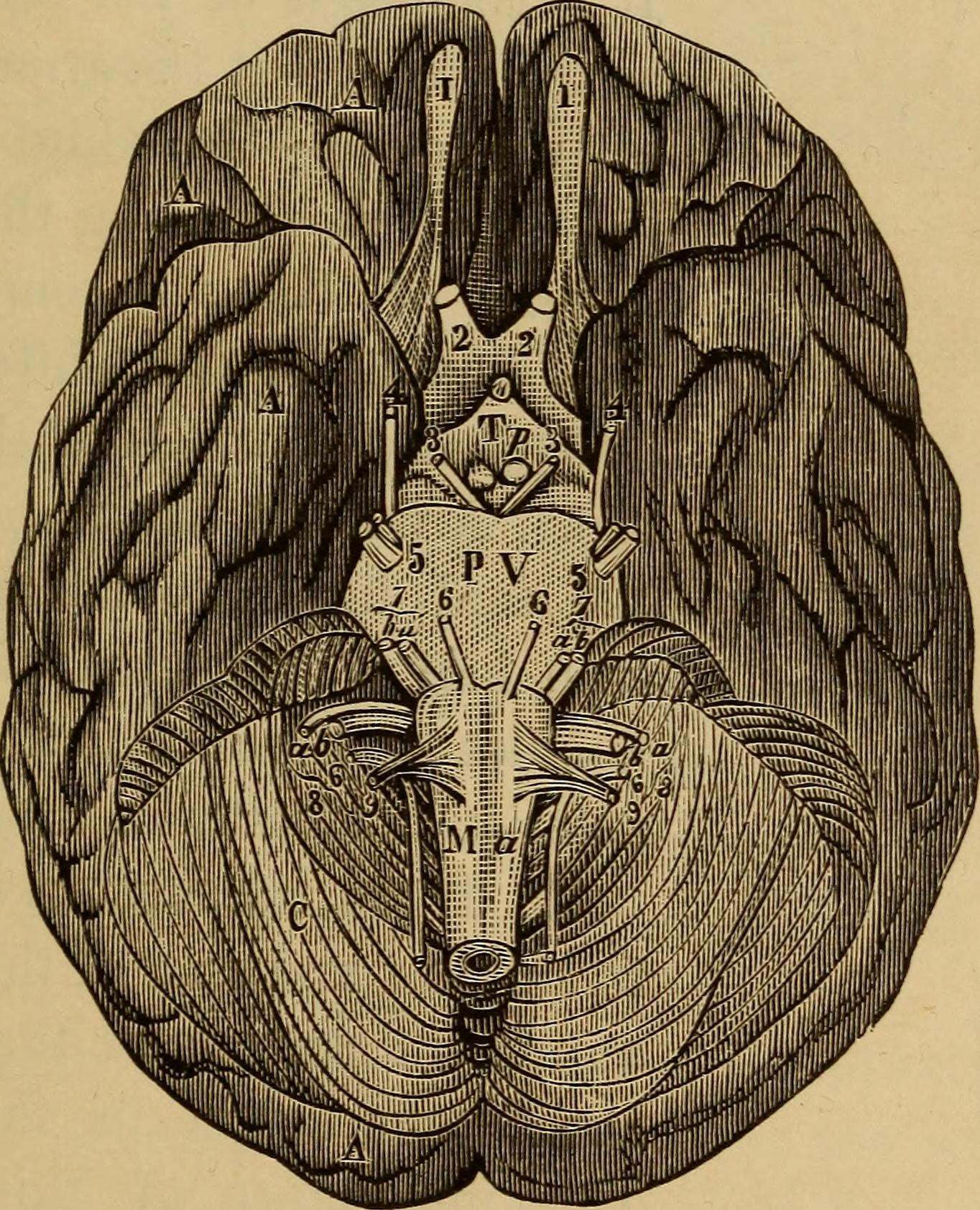
Cranial nerves

| XII  | 설하 신경                                                                     | 주로 운동        | 숨뇌                               | 혀밑신경관에 위치한다.                                                                                                 | 혀 근육(미주 신경의 지배를 받는 입천장혀근 제외) 및 기타 혀 근육에 운동 신경 분포를 제공한다. 삼키기(음식물 덩어리 형성) 및 음성 조음에 중요하다. |